# La tomba dell'onore
La tomba dell'onore (?) è un film del 1975 diretto da Kinji Fukasaku.
Pellicola di genere yakuza della quale nel 2002 è uscito un remake, per la regia di Takashi Miike.

## Trama
Nella Tokyo dell'immediato dopoguerra, alcuni clan criminali la fanno da padroni, imperversando in una città ancora allo sbando, sostenuti da alcuni corrotti ufficiali americani. Nelle file di uno di questi clan, quello dei Kawada, figura Rikio Ishikawa, uno yakuza folle e privo di morale, violento e completamente ingestibile, con l'assoluta predisposizione a provocare guai a chi gli sta intorno. Dopo aver sfigurato per futili motivi uno yakuza di un gruppo rivale, i Kawada decidono di emarginarlo, ma Ishikawa, in atto di sfida, accoltella il suo padrino, commettendo una delle più gravi violazioni del codice della malavita. Dopo aver trascorso 18 mesi in carcere, dove si rivela spietato e crudele con guardie e detenuti, il suo amico Kozaburo Imai gli offre la protezione del suo clan, trovandogli un nascondiglio nella città di Osaka, lontano da Tokyo e da tutti i clan della città che lo vogliono morto. Divenuto dipendente dalla droga, Ishikawa abbandona Osaka e fa ritorno a Tokyo per riprendere la vita sregolata di prima, totalmente incurante del pericolo a cui va incontro. Imai decide di dargli nuovamente una mano, ma Ishikawa, in un veloce cammino che lo sta conducendo all'autodistruzione, lo uccide; in seguito alla morte della tubercolotica e devota moglie, si convince di non avere più nulla di importante per cui vivere e si barrica in un edificio, cominciando a sparare sui poliziotti che lo vogliono arrestare e gli yakuza che gli vogliono fare la pelle. Catturato dagli agenti e condannato a 10 anni di carcere, Ishikawa si toglie la vita, lanciandosi nel vuoto dal tetto della prigione, sotto gli occhi di tutti. La scritta "umanità e giustizia" viene riportata, secondo la sua volontà, sulla sua lapide, lasciando un alone di mistero sulla sua vita.